# Cade Cunningham
Cade Parker Cunningham (Arlington, 25 de setembro de 2001) é um jogador norte-americano de basquete que atualmente joga no Detroit Pistons da National Basketball Association (NBA).
Ele jogou basquete universitário na Universidade Estadual de Oklahoma e foi selecionado pelos Pistons como a primeira escolha do Draft da NBA de 2021.

## Início de vida e carreira
Cunningham nasceu em Arlington, Texas, filho de Carrie e Keith Cunningham. Ele cresceu jogando futebol americano como quarterback, o que ele acredita que o ajudou a se tornar um melhor passador e líder na quadra de basquete. 
Cunningham se concentrou no basquete depois de ver seu irmão praticar o esporte na universidade. Ele frequentemente jogava basquete com seu pai e irmão em um centro de recreação. Desde sua infância, ele competiu pelo Texas Titans no circuito Amateur Athletic Union ao lado do futuro jogador do TCU, Mike Miles.

## Carreira no ensino médio
Cunningham frequentou a Bowie High School em Arlington. Logo em sua temporada de calouro, ele se tornou titular no time juntamente com Kyler Edwards. Ele teve médias de 15,2 pontos, 6,4 rebotes e três assistências, ajudando Bowie a chegar à final do Distrito 6A Região I. Ele foi posteriormente nomeado o Calouro do Ano do Distrito 4-6A. 
Em dezembro de 2017, no início de sua segunda temporada, ele sofreu uma lesão ao tentar enterrar em um torneio em Houston. Cunningham terminou a temporada com médias de 18,8 pontos, 8,2 rebotes e 5,3 assistências. Ele foi nomeado o MVP do Distrito 4-6A.

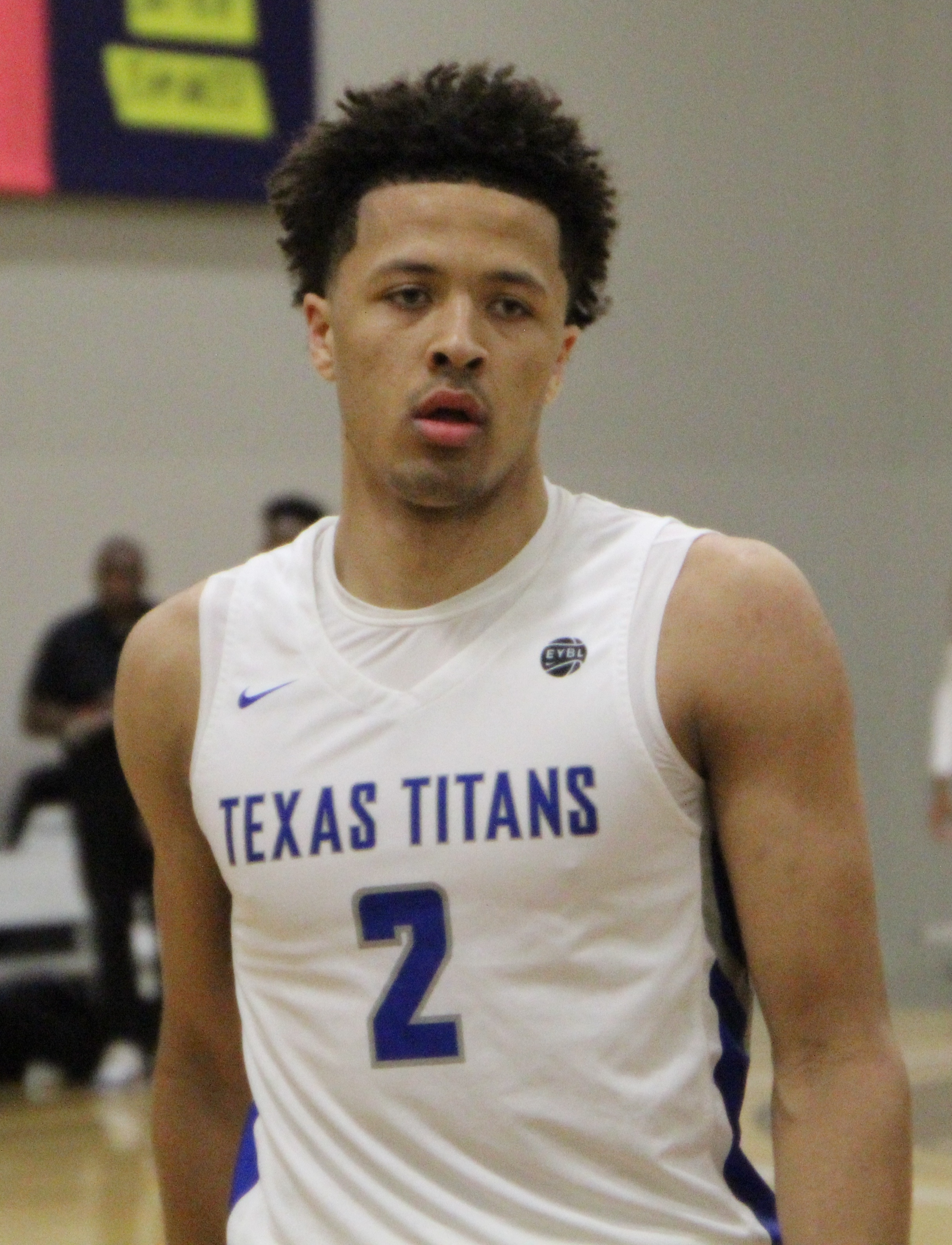
Cunningham com os Texas Titans no EYBL em 2019

Entrando em seu terceiro ano, Cunningham foi transferido para a Montverde Academy, uma escola em Montverde, Flórida. Ele escolheu Montverde, cuja equipe foi classificada como número um no país pelo USA Today. Em 2 de fevereiro de 2019, Cunningham registrou 26 pontos, nove assistências e sete rebotes em uma vitória por 76-51 contra a Oak Hill Academy, uma das melhores equipes do ensino médio, no torneio National Hoopfest. No final dessa temporada, ele tinha médias de 11,4 pontos, 5,7 rebotes e 5,5 assistências. Após a temporada do ensino médio, Cunningham foi nomeado MVP da Nike Elite Youth Basketball League (EYBL) depois de ter médias de 25,1 pontos, 6,6 rebotes e 5,2 assistências pelo Texas Titans na temporada regular da EYBL. Ele foi companheiro de equipe de Greg Brown e Mike Miles.
Em sua última temporada em Montverde, ele foi acompanhado por muitos outros recrutas de alto nível, incluindo Scottie Barnes e Day'Ron Sharpe. Muitos analistas consideraram seu time como um dos melhores da história do basquete do ensino médio. Cunningham teve médias de 13,9 pontos, 6,4 assistências e 4,2 rebotes, levando o Montverde a um recorde de 25-0. No final da temporada, ele foi homenageado como Mr. Basketball USA, Jogador do Ano Naismith e Jogador do Ano MaxPreps. Cunningham foi selecionado para jogar no McDonald's All-American Game, Jordan Brand Classic e Nike Hoop Summit, mas todos os três jogos foram cancelados devido à pandemia do COVID-19.

### Recrutamento
Cunningham emergiu como um dos 25 melhores recrutas da classe de 2020 no final de sua segunda temporada em Bowie. Ele era um recruta de cinco estrelas e um dos melhores jogadores de sua classe. Cunningham recebeu ofertas dos principais programas da Divisão I da NCAA, incluindo Duke, Kentucky e Carolina do Norte, mas muitos analistas viram Oklahoma State como seu destino provável depois que o programa contratou seu irmão, Cannen, como assistente técnico.
Em 5 de novembro de 2019, Cunningham anunciou seu compromisso com Oklahoma State. Ele se tornou o recruta  mais bem classificado na história do programa e o primeiro recruta cinco estrelas a ingressar na universidade desde Marcus Smart em 2012. Em junho de 2020, a NCAA impôs uma proibição de pós-temporada ao Oklahoma State. No entanto, Cunningham anunciou em 22 de junho que ainda jogaria pelo time.
| Nome | Cidade Natal                           | Escola                 | Altura             | Peso           | Data                  |
| --- | -------------------------------------- | ---------------------- | ------------------ | -------------- | --------------------- |
| Cade Cunningham PG | Arlington, TX                          | Montverde Academy (FL) | 6 ft 7 in (2.01 m) | 215 lb (98 kg) | 5 de Novembro de 2019 |
| Cade Cunningham PG | Recrutamento: Rivals: 247Sports: ESPN: |                        |                    |                |                       |
| Rankings: Rivals: 1º \| 247Sports: 1º \| ESPN: 2º |                                        |                        |                    |                |                       |
| - Nota: Em muitos casos, Scout, Rivals, 247Sports e ESPN podem entrar em conflito em suas listas de altura e peso, nestes casos, a média foi obtida. - Fonte: |                                        |                        |                    |                |                       |

## Carreira universitária

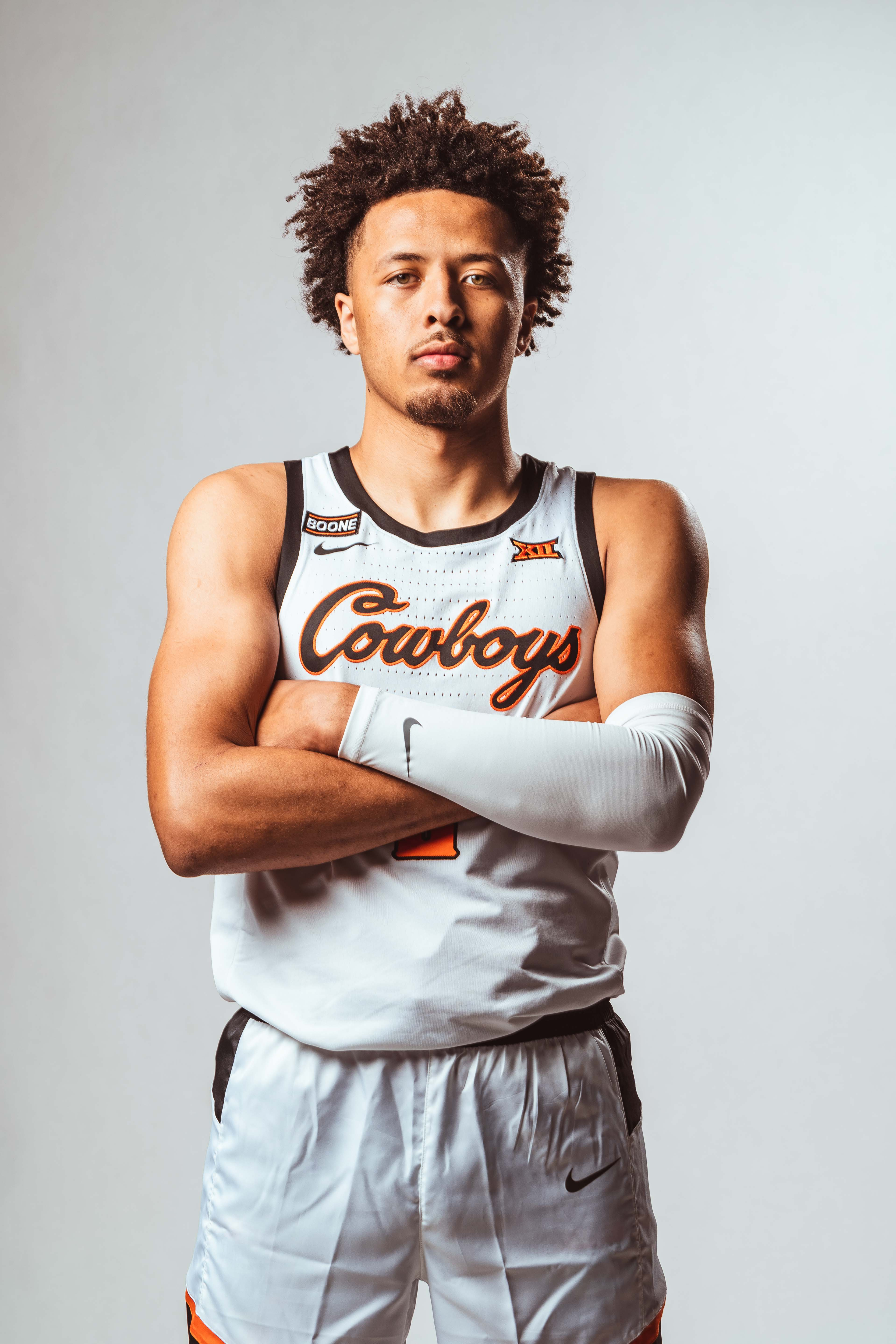
Cunningham com Oklahoma State Cowboys em 2020

Em sua estreia universitária em 25 de novembro de 2020, Cunningham registrou 21 pontos e 10 rebotes na vitória por 75-68 sobre UT Arlington. Em 8 de dezembro, ele marcou 29 pontos, incluindo 13 nos 91 segundos finais, em uma vitória por 83-78 sobre Oral Roberts. Quatro dias depois, Cunningham fez um arremesso de três pontos com 11 segundos restantes para ajudar a derrotar Wichita State por 67-64.
Em 27 de fevereiro de 2021, ele registrou 40 pontos e 11 rebotes em uma vitória por 94-90 na prorrogação contra Oklahoma. O desempenho o ajudou a ganhar o Prêmio Oscar Robertson de Jogador da Semana. Cunningham registrou 25 pontos, oito rebotes e cinco assistências em uma vitória por 83-74 contra Baylor nas semifinais do Torneio da Big 12 em 12 de março de 2021. Como calouro, ele teve médias de 20,1 pontos, 6,2 rebotes, 3,5 assistências e 1,6 roubos.
Após sua temporada de calouro, Cunningham se tornou o quarto jogador a ganhar os Prêmios de Jogador do Ano e Novato do Ano da Big 12 na mesma temporada, juntando-se a Marcus Smart, Kevin Durant e Michael Beasley. Ele foi selecionado por unanimidade para a Primeira-Equipe e para a Equipe de Novatos da Big 12. Cunningham também recebeu as principais honras de um calouro da Divisão I da NCAA: o Prêmio Wayman Tisdale, o Prêmio de Calouro do Ano da Sporting News e o Prêmio de Calouro do Ano da Associação Nacional de Treinadores de Basquetebol.
Em 1º de abril de 2021, Cunningham anunciou que entraria no draft da NBA de 2021 e renunciaria à elegibilidade universitária restante. Os analistas o consideraram como a escolha número um no draft.

## Carreira profissional

### Detroit Pistons (2021–Presente)

#### Novato do Ano (2021–2022)
Cunningham foi selecionado pelo Detroit Pistons como a primeira escolha geral do Draft da NBA de 2021.Em 30 de outubro, Cunningham fez sua estreia na NBA e registrou dois pontos, duas assistências e sete rebotes na vitória por 110-103 sobre o Orlando Magic.
Em 15 de novembro, ele se tornou o jogador mais jovem da história da NBA a somar pelo menos 25 pontos, oito rebotes e oito assistências com cinco cestas de 3 em um jogo aos 20 anos e 51 dias. Ele superou LeBron James (20 anos, 100 dias) e Trae Young (20 anos, 163 dias). Em 21 de novembro, Cunningham marcou um triplo-duplo com 13 pontos, 12 rebotes e 10 assistências em uma derrota por 121-116 para o Los Angeles Lakers, tornando-se o oitavo jogador mais jovem da história da NBA a registrar um triplo-duplo e o mais jovem na história dos Pistons. Em 25 de janeiro de 2022, Cunningham registrou 34 pontos, oito rebotes, oito assistências, quatro bloqueios e duas roubadas de bola em uma derrota por 110-105 para o Denver Nuggets, juntando-se a Michael Jordan como o único novato na história da NBA a marcar 34 pontos, oito rebotes, oito assistências e quatro bloqueios em um único jogo. Cunningham foi nomeado o Novato do Mês da Conferência Leste da NBA pelos jogos disputados em janeiro.
Depois de 1º de março, Cunningham teve médias de 21,2 pontos e 6,7 assistências. Ele terminou em terceiro na votação de Novato do Ano, atrás do vencedor Scottie Barnes e Evan Mobley.
Ele teve médias de 17,4 pontos, 5,6 assistências e 5,5 rebotes, a melhor entre os novatos, para finalizar a temporada. Ele se tornou um dos apenas 10 jogadores da NBA a terem uma média de 17 pontos, cinco assistências e cinco rebotes em sua temporada de estreia, juntando-se a Luka Dončić, Tyreke Evans, LeBron James, Steve Francis, Grant Hill, Michael Jordan, Magic Johnson, Alvan Adams e Oscar Robertson, sendo o único jogador além de Magic Johnson nessa lista a não vencer o Prêmio de Novato do Ano. Ele terminou em terceiro na votação para Novato do Ano, atrás do vencedor Scottie Barnes e Evan Mobley, recebendo um total de nove votos para primeiro lugar.

#### Lesão (2022–2023)
Em 28 de outubro de 2022, Cunningham marcou 35 pontos, o recorde de sua carreira, além de nove rebotes e oito assistências, na derrota por 132-116 para o Atlanta Hawks. Em 9 de novembro, ele acertou apenas 1 de 11 arremessos e terminou com quatro pontos, seu menor número da temporada, na derrota por 128-112 para o Boston Celtics. Foi a primeira vez que ele não conseguiu alcançar dois dígitos na temporada de 2022-23. Ele não jogou novamente após este jogo devido a uma fratura por estresse na canela esquerda. 
Em 12 de dezembro, ele foi descartado para o restante da temporada após passar por uma cirurgia. Ele terminou com médias de 19,9 pontos, 6,2 rebotes e seis assistências, com aproveitamento de 41,5% nos arremessos gerais e 27,9% nas tentativas de três pontos em 12 jogos.

#### Retorno (2023–2024)
Na abertura da temporada de 2023-24, em 25 de outubro de 2023, Cunningham marcou 30 pontos, o maior número da partida, e teve nove assistências na derrota por 103-102 para o Miami Heat. Ele teve a chance de vencer o jogo com um arremesso no último segundo, mas errou quando o tempo expirou. Em 18 de dezembro, ele marcou 43 pontos, o recorde de sua carreira, na derrota por 130-124 para o Atlanta Hawks. Em 26 de dezembro, ele marcou 41 pontos na derrota por 118-112 para o Brooklyn Nets. A derrota fez com que os Pistons estabelecessem um recorde na NBA para uma única temporada, com sua 27ª derrota consecutiva. Em 28 de dezembro, ele marcou 31 pontos e deu nove assistências na derrota por 128-122 para o Boston Celtics na prorrogação. Com a 28ª derrota consecutiva, igualou-se à maior sequência de derrotas na história da NBA. No jogo seguinte, dois dias depois, os Pistons encerraram sua sequência de derrotas com uma vitória por 129-127 sobre o Toronto Raptors, com Cunningham registrando 30 pontos e 12 assistências.
Em 7 de janeiro, contra o Denver Nuggets, Cunningham marcou três pontos antes de sair no meio do segundo quarto com uma distensão no joelho esquerdo.

#### Extensão de contrato (2024–2025)
Em 10 de julho de 2024, os Pistons assinaram uma extensão de contrato de cinco anos e US$ 224 milhões com Cunningham.
Em 8 de novembro de 2024, Cunningham fez um triplo-duplo com 22 pontos, 11 rebotes e 13 assistências, além de uma cesta para vencer o jogo em uma vitória de 122–121 sobre o Atlanta Hawks. Ele registrou um triplo-duplo em seu terceiro jogo consecutivo, empatando com Grant Hill (11 a 14 de abril de 1997) como a maior sequência desse tipo na história da franquia. Foi seu quinto triplo-duplo na carreira, empatando com Isiah Thomas no segundo maior número de triplos-duplos na história da franquia. Em 17 de novembro, Cunningham fez um triplo-duplo com 21 pontos, 10 rebotes e 10 assistências em uma vitória de 124–104 sobre o Washington Wizards. Foi seu sexto triplo-duplo na carreira, superando Thomas pelo maior número de triplos-duplos na história da franquia.

## Estatísticas da carreira

### NBA

#### Temporada regular
| Ano      | Equipe   | PJ  | PT  | MPJ  | AP   | 3P   | LL   | RT  | AS  | BR  | TO | PPJ  |
| -------- | -------- | --- | --- | ---- | ---- | ---- | ---- | --- | --- | --- | -- | ---- |
| 2021–22  | Detroit  | 64  | 64  | 32.6 | .416 | .314 | .845 | 5.5 | 5.6 | 1.2 | .7 | 17.4 |
| 2022–23  | Detroit  | 12  | 12  | 33.3 | .415 | .279 | .837 | 6.2 | 6.0 | .8  | .6 | 19.9 |
| 2023–24  | Detroit  | 62  | 62  | 33.5 | .449 | .355 | .869 | 4.3 | 7.5 | .9  | .4 | 22.7 |
| Carreira | Carreira | 138 | 138 | 33.1 | .426 | .316 | .850 | 5.3 | 6.3 | .9  | .5 | 20.0 |

### Universitário
| Ano     | Equipe         | PJ | PT | MPJ  | AP   | 3P   | LL   | RT  | AS  | BR  | TO  | PPJ  |
| ------- | -------------- | -- | -- | ---- | ---- | ---- | ---- | --- | --- | --- | --- | ---- |
| 2020–21 | Oklahoma State | 27 | 26 | 35.4 | .438 | .400 | .846 | 6.2 | 3.5 | 1.6 | 0.8 | 20.1 |

Fonte:

## Vida pessoal
O pai de Cunningham, Keith Cunningham, jogou futebol americano universitário pelo Texas Tech. Seu irmão mais velho, Cannen, jogou basquete universitário pela SMU, superando o recorde escolar de jogos disputados, antes de passar uma temporada profissional na Polônia. Cannen seguiu a carreira de treinador, tornando-se assistente técnico do Oklahoma State na temporada de 2019-20. Cunningham tem uma filha chamada Riley, nascida em 2018.

## Prêmios e homenagens
National Basketball Association
- NBA All-Star: 2025
- All-NBA Team:
  - Terceiro time: 2025[66]
- NBA All-Rookie Team:
  - Primeiro time: 2022